# Vall Owens
La Vall Owens, en anglès:Owens Valley, és una vall àrida recorreguda pel Riu Owens a la Califòrnia oriental, Estats Units, a l'est de Sierra Nevada i l'oest de les White Mountains i Inyo Mountains, a la part oest de la Great Basin section. Els cims (incloent Mount Whitney) arriben a fer uns 4.300 d'altitud, mentre la base de la vall Owens és a 1.400 m d'altitud, això fa d'aquesta vall una de les més profundes dels Estats Units. La Sierra Nevada fa que aquesta vall estigui en una ombra pluviomètrica, cosa que fa que la Vall Owens sigui "la terra de la poca pluja." El llit del llac Owens, actualment predominantment sec és endorreïc i alcalí es troba a la punta sud de la vall.
Aquesta vall proporciona aigua mitjançant l'aqueducte de Los Angeles i és l'origen de la meitat de l'aigua de què disposa la ciutat de Los Angeles, va ser escenari de la Guerres de l'aigua de Califòrnia (California Water Wars). Aquests episodis estan narrats al film de 1974 Chinatown.
Les poblacions en aquesta vall inclouen Bishop, Califòrnia, Lone Pine, Califòrnia, Independence, Califòrnia i Big Pine,Calfòrnia.

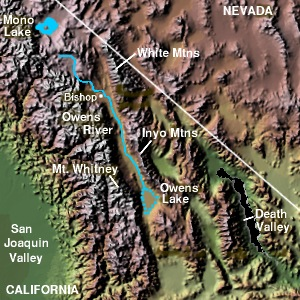
Vall Owens

## Ecologia
Entr les plantes adaptades a llacs alcalins hi ha Sidalcea covillei un endemisme de la Vall Owens.

## Història
La vall estava habitada al final de la prehistòria pels Timbisha (també dits Panamint o Koso) i per la tribu Mono o Paiute.
El 1845, John C. Fremont va donar el nom a aquesta vall per Richard Owens que era un dels seus guies. Es va establir el Campament Independence prop de l'actual Independence, el 4 de juliol de 1862, durant la guerra amb els amerindis (Owens Valley Indian War).
De 1942 a 1945 durant la Segona Guerra Mundial, s'hi va establir el primer campament d'internament pels japonesos-americans a Manzanar prop d'Independence, Califòrnia.

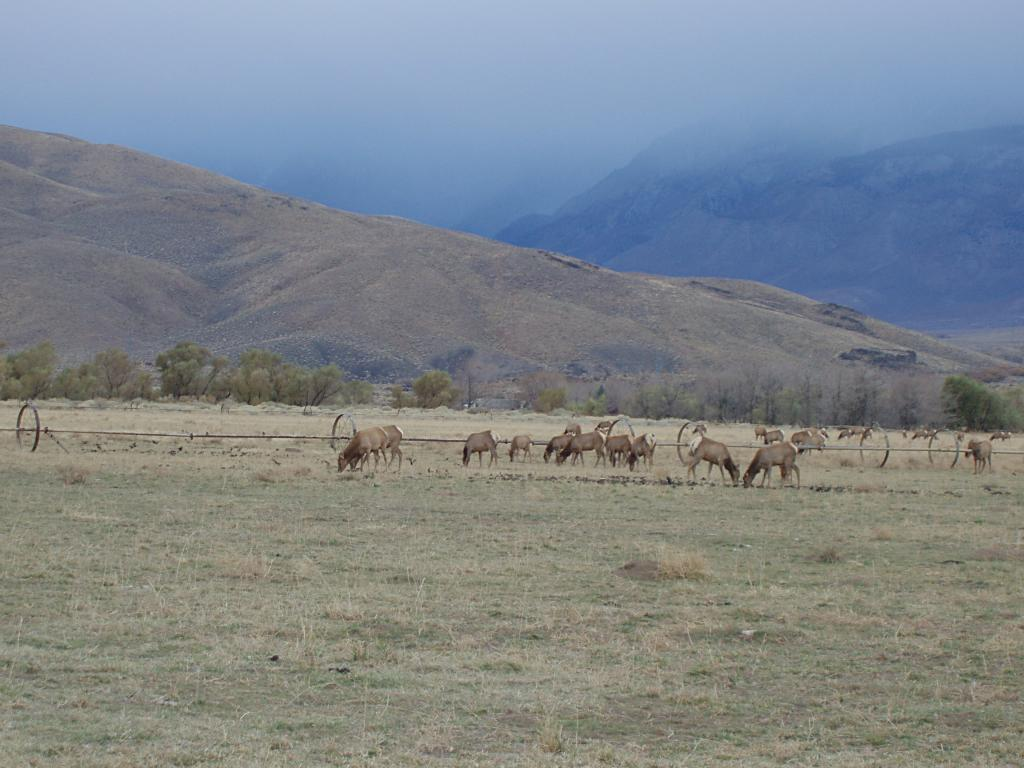
Tule Elk pasturant a la vall Owens